# Ронжер
Ронже́р (фр. Rongères) — коммуна во Франции, находится в регионе Овернь. Департамент коммуны — Алье. Входит в состав кантона Варен-сюр-Алье. Округ коммуны — Виши.
Код INSEE коммуны — 03215.

## Население
Население коммуны на 2008 год составляло 551 человек.
| 1962 | 1968 | 1975 | 1982 | 1990 | 1999 | 2008 |
| ---- | ---- | ---- | ---- | ---- | ---- | ---- |
| 423  | 444  | 430  | 509  | 570  | 566  | 551  |

## Экономика
В 2007 году среди 359 человек в трудоспособном возрасте (15—64 лет) 258 были экономически активными, 101 — неактивными (показатель активности — 71,9 %, в 1999 году было 65,2 %). Из 258 активных работали 246 человек (135 мужчин и 111 женщин), безработных было 12 (6 мужчин и 6 женщин). Среди 101 неактивного 31 человек были учениками или студентами, 34 — пенсионерами, 36 были неактивными по другим причинам.

## Достопримечательности
- Церковь Марии Магдалины
- Бывший женский монастырь (сейчас мэрия)
- Замок Меаж